# Mertzon (Teksas)
Mertzon je grad u američkoj saveznoj državi Teksas. Prema popisu stanovništva iz 2010. u njemu je živjelo 781 stanovnika.